# Marco Aponte
Marco Aponte (Caracas, 26 de outubro de 1966) é um ator franco-venezuelano.